# Zwerggürteltier
Das Zwerggürteltier oder Pichi (Zaedyus pichiy) ist eine Säugetierart aus der Gruppe der Gürteltiere (Dasypoda). Ihre Heimat ist das südliche Südamerika. Hier lebt sie vor allem im mittleren und südlichen Argentinien und Chile (Patagonien) bis zur Magellanstraße und bewohnt dabei einzelgängerisch offene und trockene Habitate, wo sie unterirdische Baue gräbt. Als einzige Gürteltierart hält das Zwerggürteltier Winterschlaf und pflanzt sich weiterhin jahreszeitlich gebunden fort. Als Allesfresser besteht seine Nahrung sowohl aus pflanzlicher als auch tierischer Kost. Die weite Verbreitung führt dazu, dass der Bestand des Zwerggürteltiers momentan eher gering bedroht ist.

## Merkmale

### Habitus
Das Zwerggürteltier zählt zu den kleinsten Gürteltierarten, lediglich die Gürtelmulle sind kleiner. Es erreicht eine Kopf-Rumpf-Länge von 26 bis 33 cm, dazu kommt noch ein 10 bis 14 cm langer Schwanz. Das Gewicht variiert von 0,75 bis 2 kg, weibliche Tiere sind im Durchschnitt aber etwas kleiner als männliche. Der Kopf ist kurz und dreieckig geformt und besitzt eine Länge von rund 7 cm. Er weist aber eine lange Schnauze und kleine, nur circa 2 cm lange Ohren auf. Die Augen sind klein und tragen an den Lidern oben und unten borstige Haare. Die Oberseite des Kopfes ist von Schildplatten bedeckt, die einen dreieckigen Kopfpanzer formen, der verhältnismäßig schmaler ist als bei den Borstengürteltieren, vor allem bei dem etwa gleich großen Kleinen Borstengürteltier (Chaetophractus vellerosus). Der Rückenpanzer, der jeweils über die Krümmung gemessen 16 bis 24 cm lang und 19 bis 25 cm breit ist, besteht aus einem festen Schulter- und Beckenteil, die von sechs bis neun, in der Regel aber sieben beweglichen Bändern dazwischen getrennt sind. Auch dieser Panzer wird aus kleinen Knochenschildchen gebildet, wobei jene der beweglichen Bänder 20 mm lang und 6 mm breit und mehrfach in sich gegliedert sind. Die Plättchen des starren Panzers haben eine nahezu quadratische Form mit Kantenlängen von weniger als 10 mm. Die am Rande des Panzers liegenden Schildchen laufen zudem charakteristisch spitz zu. Am Nacken befindet sich ebenfalls ein Band aus derartigen Knochenbildungen, die im Einzelnen rund 5 mm Größe erreichen, ebenso weist der Schwanz, der eine Länge von bis zu 13 cm erreicht, eine Panzerung auf. Der Rückenpanzer ist gelblich über dunkelbraun bis hin zu fast schwarz gefärbt, teilweise tritt aber noch eine hellere Rückenlinie auf, die vom ersten Band bis zum Ende des Beckenpanzers reicht. Der Schwanz und der Bauch sind gelblich getönt. Zwischen den einzelnen Plättchen wachsen dichte und bräunlich gefärbte, borstenartige Haare, die im Winter wesentlich dichter stehen. Die Gliedmaßen besitzen vorne und hinten fünf Zehen, die gut entwickelte Krallen tragen. Die Hinterfußlänge beträgt 4,8 cm.

### Schädel- und Skelettmerkmale
Der Schädel wird durchschnittlich 6,8 cm lang und an den Jochbögen 4,2 cm breit, im Bereich des Rostrums beträgt die Breite 1 cm. Im Gegensatz zu seinen nahen Verwandten, den Borstengürteltieren und dem Sechsbinden-Gürteltier besitzt das Zwerggürteltier beim oberen Gebiss keine Zähne im Mittelkieferknochen, sondern nur im Oberkiefer. Die Zähne insgesamt weichen von jenen der anderen Säugetiere ab und sind ohne Zahnschmelz aufgebaut, wobei sie eine molarenartige Form aufweisen. Im Oberkiefer befinden sich acht, im Unterkiefer neun Zähne je Kieferhälfte, insgesamt also 34. Ebenso ist beim Zwerggürteltier analog zu seinen Verwandten das obere Gelenk der Ulna an den Vordergliedmaßen extrem groß ausgebildet und erreicht 1,9 cm Länge, bei einer Länge des Knochens von 4,6 cm. Diese großen Gelenke an den Vorderbeinen sind typisch für grabende Tiere.

### Sinnesleistungen und Lautäußerungen
Mehrere Lautäußerungen sind bekannt, vor allem im Bedrohungsfall setzt eine Art Schnurren ein, das auch in ein Grunzen übergehen kann, bei Berührung folgt meist ein Quieken.

## Verbreitung

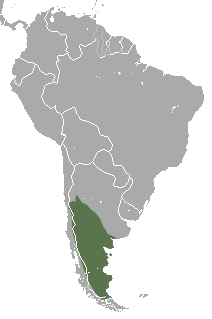
Verbreitungsgebiet

Das Verbreitungsgebiet gehört zu den südlichsten aller Gürteltierarten und erstreckt sich vom zentralen Argentinien über das östliche Chile bis in den Süden zur Magellanstraße, es umfasst somit einen großen Teil von Patagonien. Dabei kommt das Zwerggürteltier vom Meeresspiegelniveau bis auf 2500 m Höhe vor. Die Größe des Verbreitungsgebietes liegt bei 1,3 Millionen Quadratkilometern, das tatsächlich bewohnte Gebiet und die Dichte der Population sind aber unbekannt. Ursprünglich war das Zwerggürteltier endemisch in Argentinien, doch breitete es sich im 19. Jahrhundert bis nach Chile aus. Das Habitat umfasst trockene Gras- und Buschländer ebenso wie die patagonischen Steppengebiete und wüstenartigen Landschaften. Das Vorkommen dieser Gürteltierart geht mit sandigen oder vulkanischen Böden einher. In diesen Regionen herrschen teils harsche Klimabedingungen mit Jahrestemperaturen von −15 bis +35 °C und rund 320 mm Jahresniederschlag, der im Winter als Schnee fällt. Zum Teil findet man das Zwerggürteltier in landwirtschaftlich genutzten Gebieten.

## Lebensweise

### Territorialverhalten

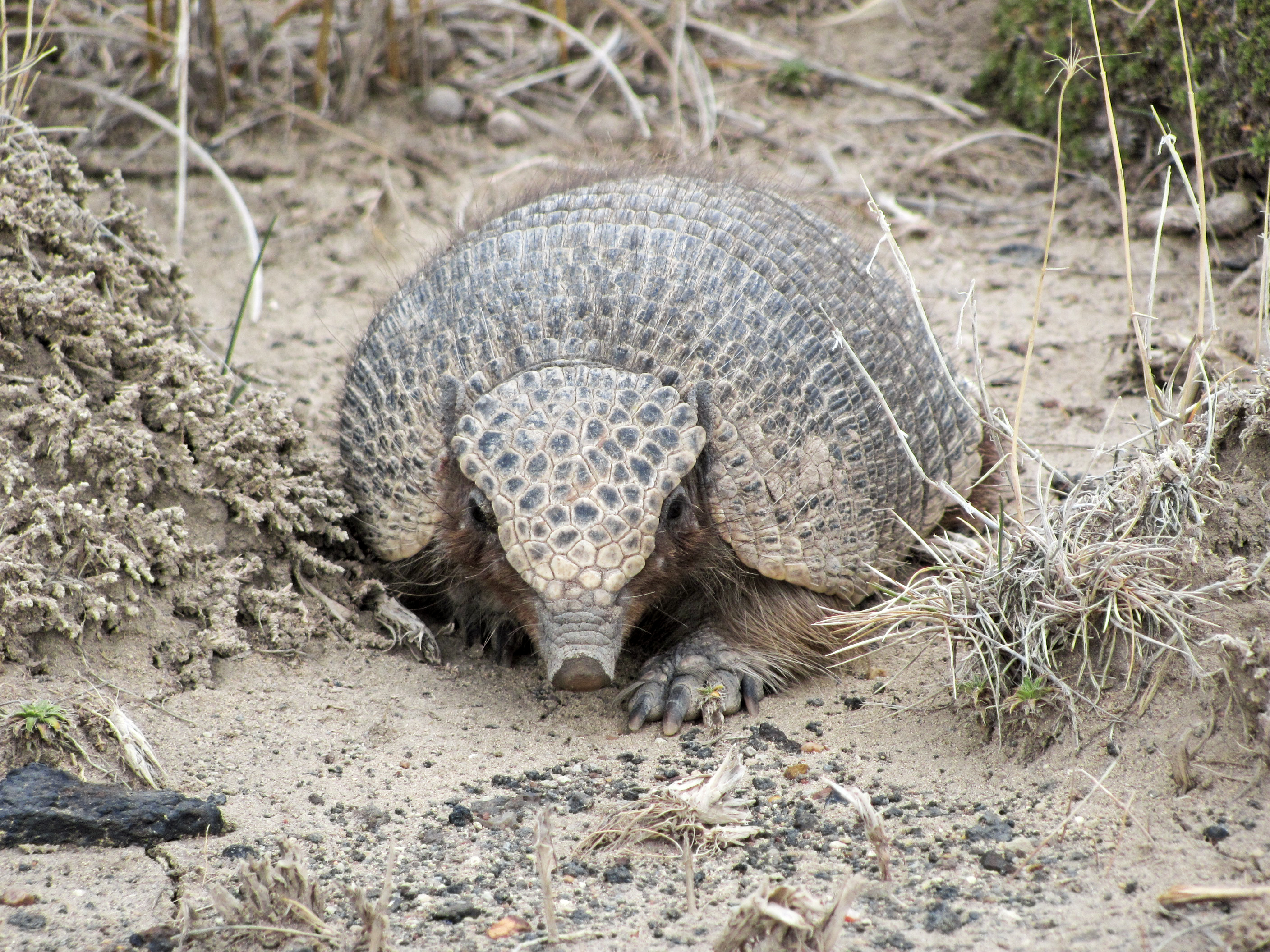
Zwerggürteltier in Zentralargentinien

Das Zwerggürteltier ist weitgehend tagaktiv und lebt einzelgängerisch, eine Gruppenbildung findet nur während der Paarung statt. Die einzelnen Tiere verfügen über Aktionsräume (home ranges), die in den kargen Landschaften mitunter recht groß sein können, wobei jene der Männchen die der Weibchen an Ausdehnung möglicherweise übertreffen. Dort gräbt das Zwerggürteltier teils mehrere Meter lange Baue, die eine unterschiedliche Tiefe aufweisen, im Winter aber durchaus bis zu 1,5 m tief in den Untergrund reichen. Die Tiefe der Baue spiegelt dabei das Bodenniveau wider, bei dem die Temperatur innerhalb des Baus durch die Wärmeträgheit des Bodens von der stark wechselnden Temperatur der Erdoberfläche mehr oder weniger unabhängig ist. Spezielle Nester aus pflanzlichem Material werden dabei nur selten angelegt, beobachtet wurde dies nur in einem von 70 untersuchten Bauen. Die Eingänge sind domartig gestaltet, 15 cm weit und 8 cm hoch und liegen üblicherweise unter Vegetation verborgen. Ein Tier kehrt teilweise mehrere Tage hintereinander in denselben Bau zurück, legt aber zwischenzeitlich auch neue an. Als einzige Gürteltierart vermag das Zwerggürteltier in einen Winterschlaf zu verfallen, der vom April bis August abgehalten und bei dem die Körpertemperatur deutlich auf bis zu 15 °C gesenkt wird. Dieser Winterschlaf besteht aus einzelnen Starrephasen (Torpor), die durchschnittlich 72 Stunden andauern und von kurzen Perioden erhöhter Körpertemperatur unterbrochen sind; es gehört somit zu den wenigen bekannten südamerikanischen Säugetieren, etwa der Chiloé-Beutelratte, die tatsächlich einen Winterschlaf ausüben. Zusätzlich ist das Zwerggürteltier aber auch befähigt, außerhalb dieser Periode bei ungünstigen Umweltbedingungen und schlechtem Nahrungsangebot in einen mehrere Stunden andauernden Torpor zu verfallen.

### Ernährung
Die Nahrung des Zwerggürteltiers besteht aus Insekten, Würmern und kleinen Wirbeltieren wie Echsen oder Nagetieren. Weiterhin nehmen sie auch pflanzliche Nahrung und Pilze zu sich, es ist also ein ausgesprochener Allesfresser, der seine Nahrung aber eher opportunistisch aufnimmt. Allerdings ist das Nahrungsverhalten des Zwerggürteltiers noch nicht sehr detailreich untersucht, Ergebnisse liegen weitgehend nur für einzelne Bestände aus Argentinien vor und betreffen die Sommermonate. Zu dieser Zeit frisst ein Tier häufig Käfer und dessen Larven, hier dominieren vor allem Blatthornkäfer, die bis zu 52 % der gesamten Nahrung ausmachen können. Einen hohen Anteil haben auch Zweiflügler mit rund einem Viertel der gesamten gefressenen Biomasse. Bemerkenswert ist dabei, dass das Zwerggürteltier auch bodennahe Nester von Echten Bienen, etwa der Gattung Centris, plündert und deren Reste manchmal mit in seine Baue schleppt. Ebenfalls eine große Rolle spielen Ameisen, vor allem Arbeiter und Soldaten der Gattung Solenopsis, die durchschnittlich 15 % der verspeisten Menge ausmachen. Einen etwa gleich großen Wert nehmen Pflanzen ein, darunter befanden sich vor allem Grassamen, Blätter und Wurzeln, aber auch Blütenstände, unter anderem von Grindelia chilorensis. Pilze dagegen dienen äußerst selten als Nahrungsressource, ebenso wie kleine Wirbeltiere oder Spinnen. Bedeutend ist auch Sand als Mineralienlieferant, der in einigen Fällen bis 50 % des untersuchten Mageninhalte ausfüllt. In der Regel trinkt das Zwerggürteltier in freier Wildbahn kein Wasser und deckt seinen Flüssigkeitsbedarf über die Nahrung. Eine ähnliche Präferenz zeigen auch die Tiere des östlichen Chile. Unter den Käfern dominieren hier aber Lauf- und Rüsselkäfer sowie Schröter. Ferner gehören Ameisen und Heuschrecken zum Nahrungsspektrum, ebenso wie Süßgräser und Berberitzengewächse.

### Fortpflanzung
Männliche und weibliche Tiere werden mit rund neun Monaten geschlechtsreif. Die Paarungszeit ist jahreszeitlich gebunden und liegt meist im Frühjahr, von August bis Oktober, allerdings besteht eine Abhängigkeit von der geographischen Breite, so dass sie umso später beginnt und umso früher endet, je südlicher das Verbreitungsgebiet liegt. Untersuchungen legen nahe, dass männliche Tiere nur während dieser Zeit Sperma produzieren. Während der Paarungszeit kann es zu Aggressionen unter männlichen Tieren kommen, die dann auch ihre Gebiete verteidigen. Nach rund 60-tägiger Tragzeit bringt das Weibchen in der Regel zwischen Oktober und Januar in einem Bau ein bis drei (meist zwei) Jungtiere zur Welt, die etwa 50 g wiegen. Neugeborene haben einen weichen, pinkfarbenen Körperpanzer, der nach rund zwei Wochen aushärtet und seine Farbe wechselt. Die Augen öffnen sich nach etwa drei Wochen. Die Jungtiere verlassen den Bau erstmals nach rund 40 Tage, wenn sie teilweise entwöhnt sind. Während der Stillzeit reagiert das Muttertier häufig aggressiv auf Störungen. Das höchste bekannte Alter eines Tieres in menschlicher Obhut betrug neun Jahre.

### Beutegreifer und Feindverhalten
Im Fall einer Bedrohung bleibt das Zwerggürteltier häufig liegen, zieht Arme und Beine unter den Körper und presst den Panzer an den Boden, so können Fressfeinde den weichen Bauch nicht erreichen, der Rest ist aber durch den Panzer nur teilweise geschützt, da er nicht hart genug ist und große Raubtieren ihn zu durchbeißen vermögen. Allerdings flieht es auch in den nächsten Bau oder versteckt sich im Gebüsch. Zu den bedeutendsten Fressfeinden gehören der Puma, der Argentinische Kampfuchs und der Zaunadler. Für letzteren stellt das Zwerggürteltier die Hauptbeute dar, da er Untersuchungen in Zentralargentinien zufolge mehr als die Hälfte der erlegten Biomasse ausmacht. Gelegentlich erbeutet der Andenbussard ein Zwerggürteltier.

### Parasiten
Es sind mehr als 50 Parasiten bekannt, die das Zwerggürteltier befallen. Zu den äußeren zählen vor allem Flöhe und Zecken, erstere sind unter anderem mit der Gattung Malacopsylla vertreten, letztere mit Amblyomma. Innere Parasiten umfassen in der Regel Fadenwürmer, hierzu gehören beispielsweise Cyclobulura, Trichuris und Aspidodera. Bandwürmer sind mit Mathevotaenia nachgewiesen, weiterhin tritt auch der Einzeller Eimeria auf.  Eine Studie an 53 Kotresten des Zwerggürteltieres ergab, dass in bis zu 93 % aller Fälle innere Parasiten nachgewiesen werden konnten. Weiterhin ist die Gürteltierart Träger des Parasits Trypanosoma cruzi, der die Chagas-Krankheit hervorruft, und des Protozoons Toxoplasma gondii als Verursacher der Toxoplasmose. Beide Krankheiten selbst sind beim Zwerggürteltier aber kaum nachgewiesen. Relativ häufig sind dabei Infektionen mit der Besnoitiose.

## Systematik
Das Zwerggürteltier gehört zur Gattung Zaedyus und stellt deren einzige Art dar. Innerhalb der Gruppe der Gürteltiere (Dasypoda) wird sie weiterhin zur Familie der Chlamyphoridae und zur Unterfamilie der Euphractinae gestellt. Die nächsten Verwandten des Zwerggürteltiers stellen die Borstengürteltiere (Chaetophractus) und das Sechsbinden-Gürteltier (Euphractus sexcinctus) dar. Die Euphractinae insgesamt stehen dabei als Schwestergruppe einer Klade bestehend aus den Chlamyphorinae mit dem Gürtelmull und den Tolypeutinae gegenüber, denen unter anderem auch die Kugelgürteltiere (Tolypeutes) und die Nacktschwanzgürteltiere (Cabassous) angehören. Mit Hilfe molekulargenetischer Untersuchungen wurde ermittelt, dass sich die Chlamyphoridae bereits im Oberen Eozän vor 37 Millionen Jahren auftrennten. Die Diversifizierung der Euphractinae in die heute bestehenden Gattungen erfolgte hauptsächlich im späten Miozän vor rund 11 Millionen Jahren. Fossil sind der Unterfamilie noch zahlreiche weitere Gattungen zuzuweisen.
Es werden heute zwei Unterarten des Zwerggürteltiers unterschieden:
- Z. p. caurinus Thomas, 1928; westliches Argentinien bis östliches Chile
- Z. p. pichiy Desmarest, 1804; Argentinien

Die ältesten Fossilnachweise der Gattung Zaedyus stammen aus dem Pliozän. Das Zwerggürteltier selbst ist im Unteren Pleistozän anhand von Funden aus der argentinischen Provinz Buenos Aires erstmals fossil fassbar. Bedeutende Fossilreste wurden etwa bei Mar del Plata oder bei Necochea aufgefunden.
Beide Unterarten unterscheiden sich durch Schädelmerkmale, der bei ersterer kleiner ausfällt und ein deutlich kürzeres Rostrum aufweist als die Nominatform. Die Erstbeschreibung des Zwerggürteltiers erfolgte 1804 durch Anselme Gaëtan Desmarest als Loricatus pichiy, diese basierte wiederum auf der Beschreibung Le tatou pichiy de d'Azara von Félix de Azara aus seiner Schriftensammlung Essais sur l’Histoire Naturelle des Quadrupèdes de la Province du Paraguay des Jahres 1801. Der Begriff pichiy oder pichi stammt dabei aus der Sprache der Mapuche und bedeutet so viel wie „klein“. Bereits aber 1782 hatte G. I. Molina das Zwerggürteltier als Dasypus quadricinctus benannt, die Bezeichnung ist jedoch ungültig, da sie ein jüngeres Homonym darstellt, welches bereits Linnaeus 1758 für das Nördliche Kugelgürteltier (Tolypeutes tricinctus) benutzt hatte. Da Linnaeus diese Bezeichnung für ein Exemplar verwendete, das sich lediglich durch ein zusätzliches viertes, bewegliches Band unterschied, gilt Dasypus qadricinctus heute als Synonym für Tolypeutes tricinctus.

## Bedrohung und Schutz

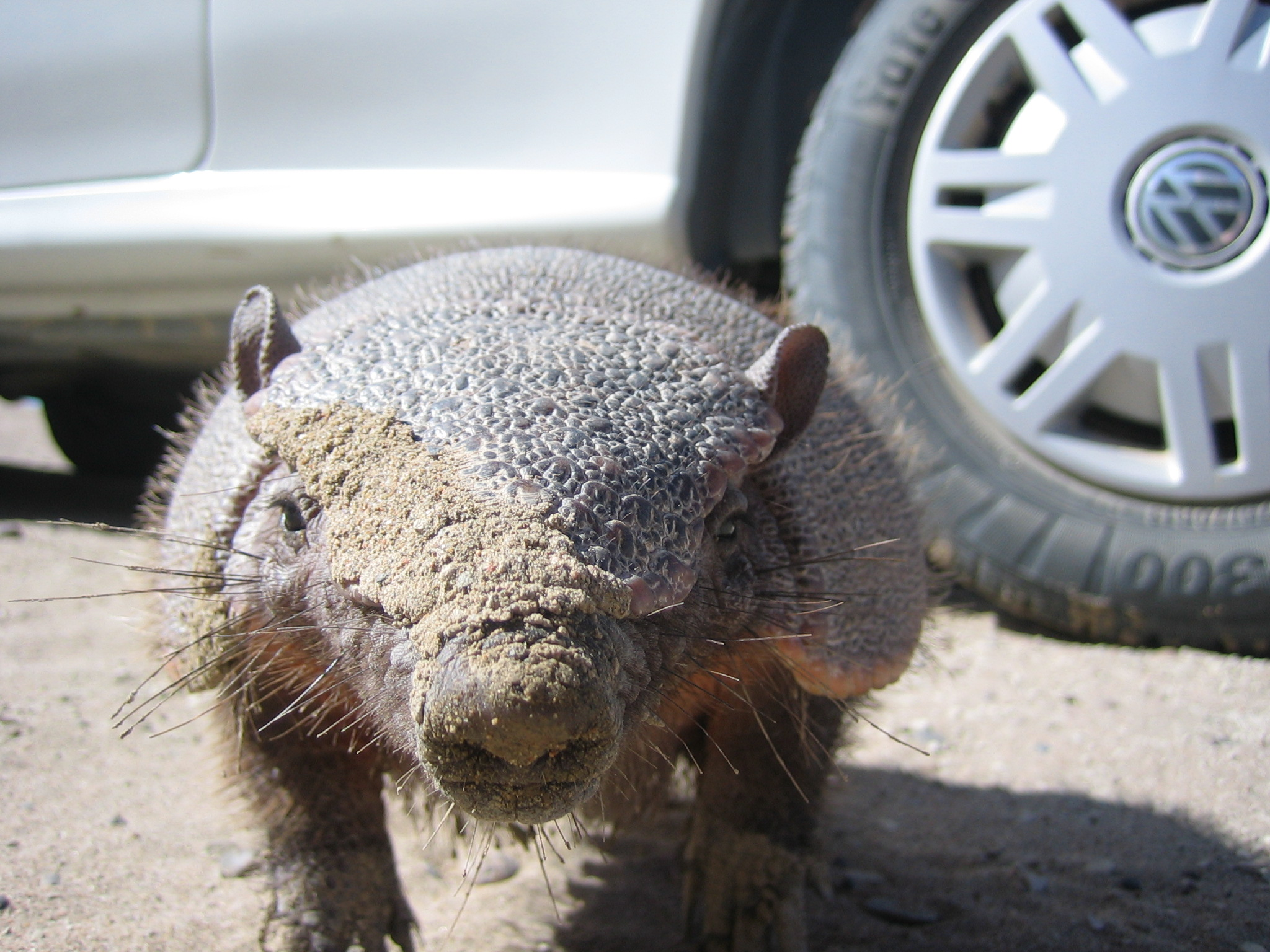
Zwerggürteltier

Unter den Einwohnern Patagoniens genießt das Fleisch der Zwerggürteltiere einen ausgezeichneten Ruf, dementsprechend wird es häufig gejagt, allerdings nicht nur als Nahrungsressource, sondern auch aus Sportgründen. Daneben gelten auch Hunde als Bedrohungsfaktor, die ebenfalls Tiere stellen. Eine bisher noch nicht genau kategorisierte Erkrankung, die sogenannte „Pichi-Pest“, die vor allem während feuchterer Perioden auftritt, führt regelmäßig zu einem Rückgang der Bestände in einzelnen Regionen. Weiterhin werden einzelne vom Zwerggürteltier bewohnte Areale auch durch Nutzvieh übergrast. Die niedrige Bevölkerungsdichte in seinem Verbreitungsgebiet bewirkt allerdings, dass die Gesamtpopulation weniger gefährdet sind als die anderer Gürteltierarten und das Zwerggürteltier noch häufig vorkommt. Die IUCN stuft das Zwerggürteltier aufgrund dessen als „potenziell gefährdet“ (near threatened) ein. Es kommt in zahlreichen geschützten Gebieten vor, selten dagegen in zoologischen Gärten. In Argentinien wird es teilweise als Haustier gehalten.